# Vojtěch Návrat
Vojtěch Návrat (* 8. prosince 1953, Chomutov) je český keramik.

## Život
Narodil se v Chomutově. Studoval výtvarné zpracování keramiky na SPŠ keramické v Karlových Varech.
Pracuje i se dřevem. V hlíně vytváří drsnou strukturu, u dřeva zaoblené plochy z krátkých řezů. Jeho figury a zvířata mají lapidární formu, lze je používat ke hrám a cvičení jako např. rosomáka a medvědí rodinu v zooparku v Chomutově.
Obdobné projekty realizoval pro Kadaň, Ústí nad Labem a Plzeň. Tvorba se objevuje i na fiktivním hřbitově vyhubených živočichů v Podkrušnohorském zooparku v Chomutově.
Je zastoupen v muzeu Mimo (Japonsko), v Agentuře českého keramického designu v Českém Krumlově, muzeu v Chomutově a jinde.
Je členem Unie výtvarných umělců České republiky i International Association of Art (IAA), Sdružení výtvarných umělců keramiků České republiky a volného uměleckého seskupení PRO ART.

## Samostatné výstavy (výběr)
- 1993 – Křivoklát, Hradní galerie
- 1994 – Praha, Galerie Lazarská (s M. Pecákem) - Český Krumlov, Václavské sklepy hradu
- 1995 – Kadaň, Galerie U Adama
- 1996 – Český Krumlov, My hovniválové, instalace - Chomutov, Fiat, Honda

## Kolektivní výstavy (výběr)
- 1988 – Chomutov, Pro art
- 1989 – Mino, Mezinárodní výstava keramiky
- 1992 – Praha, Palác kultury
- 1993 – Praha, Keramono
- 1994 – Český Krumlov, Galerie A, První mezinárodní výstava keramické tvorby
- 1995 – Plzeň-Slovany, sochařské sympozium - Praha, Salon české keramiky
- 1996 – Praha, Keramono
- 1997 – Chomutov, Keramické léto

## Realizace (výběr)
- Ondřejův kříž (dle Leonarda da Vinci), keramický reliéf, Sportovní hala PF Ústí nad Labem
- Pamětní deska F. J. v. Gertnera v Chomutově
- Kašpar, Otesánek, dřevěné plastiky v Parku Chvojkovy lomy, Plzeň-Slovany
- Tenisová trofej, cena v soutěži otec a syn/matka a dcera, Česká republika
- Cena Železného muže, triatlon Česká republika

## Ceny (výběr)
- 1989 – Čestné uznání za keramický design, Mezinárodní výstava Mino